# Gare de Saint-Pourçain-sur-Sioule (PLM)
Ne doit pas être confondu avec Gare de Saint-Pourçain-sur-Sioule (réseau secondaire).
La gare de Saint-Pourçain-sur-Sioule est une gare ferroviaire française, fermée, de la ligne de La Ferté-Hauterive à Gannat. Elle est située sur le territoire de la commune de Saint-Pourçain-sur-Sioule, dans le département de l'Allier, en région Auvergne-Rhône-Alpes.
Elle est mise en service en 1932 par la Compagnie des chemins de fer de Paris à Lyon et à la Méditerranée (PLM). Elle est fermée au trafic voyageurs en 1969 par la Société nationale des chemins de fer français (SNCF).

## Situation ferroviaire
La gare fermée de Saint-Pourçain-sur-Sioule est située au point kilométrique (PK) 343,330 de la ligne de La Ferté-Hauterive à Gannat, entre les gares de Contigny (fermée) et de Bayet (fermée).

## Histoire
Le projet de réhabilitation du bâtiment de la gare a été annoncé au budget 2020 du conseil municipal de Saint-Pourçain-sur-Sioule, réuni le 28 janvier 2020, avec un montant annoncé d'un million d'euros.
La gare de Saint-Pourçain-sur-Sioule est transformée en salle de réunion, accueillant la chambre d'agriculture, le syndicat des viticulteurs et une autre association locale. Les travaux ont commencé en mars 2021 et se sont terminés en 2022, pour un montant de 1 128 189 euros, avec un financement de l'État, la région Auvergne-Rhône-Alpes et la commune. Un cabinet de télé-ophtalmologie est également implanté dans ce bâtiment.
La reconversion de l'ancienne gare s'inscrit dans le projet d'aménagement du quartier de la Gare et de la Saint-Julien, qui prévoit la construction de près de 180 logements.